# Bank Izraela
Bank Izraela (hebr.: בנק ישראל) – izraelski bank centralny z siedzibą w Jerozolimie, założony w 1954 roku. Jest wyłącznym emitentem izraelskiego szekla, odpowiada za kontrolę obiegu pieniądza, nadzór bankowy i operacje walutowe.
Prezesem banku od 2018 jest Amir Jaron.

## Siedziba
Siedziba główna banku znajduje się w Jerozolimie w dzielnicy Har Hocwim, przy ulicy Kirjat Hamada 3; bank ma także dwie ekspozytury w Tel Awiwie.

## Historia
W latach 1948–1954 nadzór bankowy i prowadzenie polityki pieniężnej leżało w gestii ministra finansów, zaś prawo emisji pieniądza było podzielone pomiędzy izraelski rząd a Anglo-Palestine Bank.
24 sierpnia 1954 Kneset drugiej kadencji uchwalił Prawo o Banku Izraela, które weszło w życie w grudniu tegoż roku. Od tego czasu wyłącznym emitentem izraelskiego szekla jest Bank Izraela, który odpowiada również za kontrolę obiegu pieniądza oraz nadzór bankowy. Od 1978 jest odpowiedzialny także za operacje walutowe.
W 2010 szwajcarski International Institute for Management Development uznał Bank Izraela za najlepszy bank centralny na świecie. Rok wcześniej był sklasyfikowany na ósmej pozycji.
16 marca 2010 Kneset osiemnastej kadencji uchwalił nowe Prawo o Banku Izraela, które weszło w życie w czerwcu tegoż roku.

## Prezesi Banku Izraela

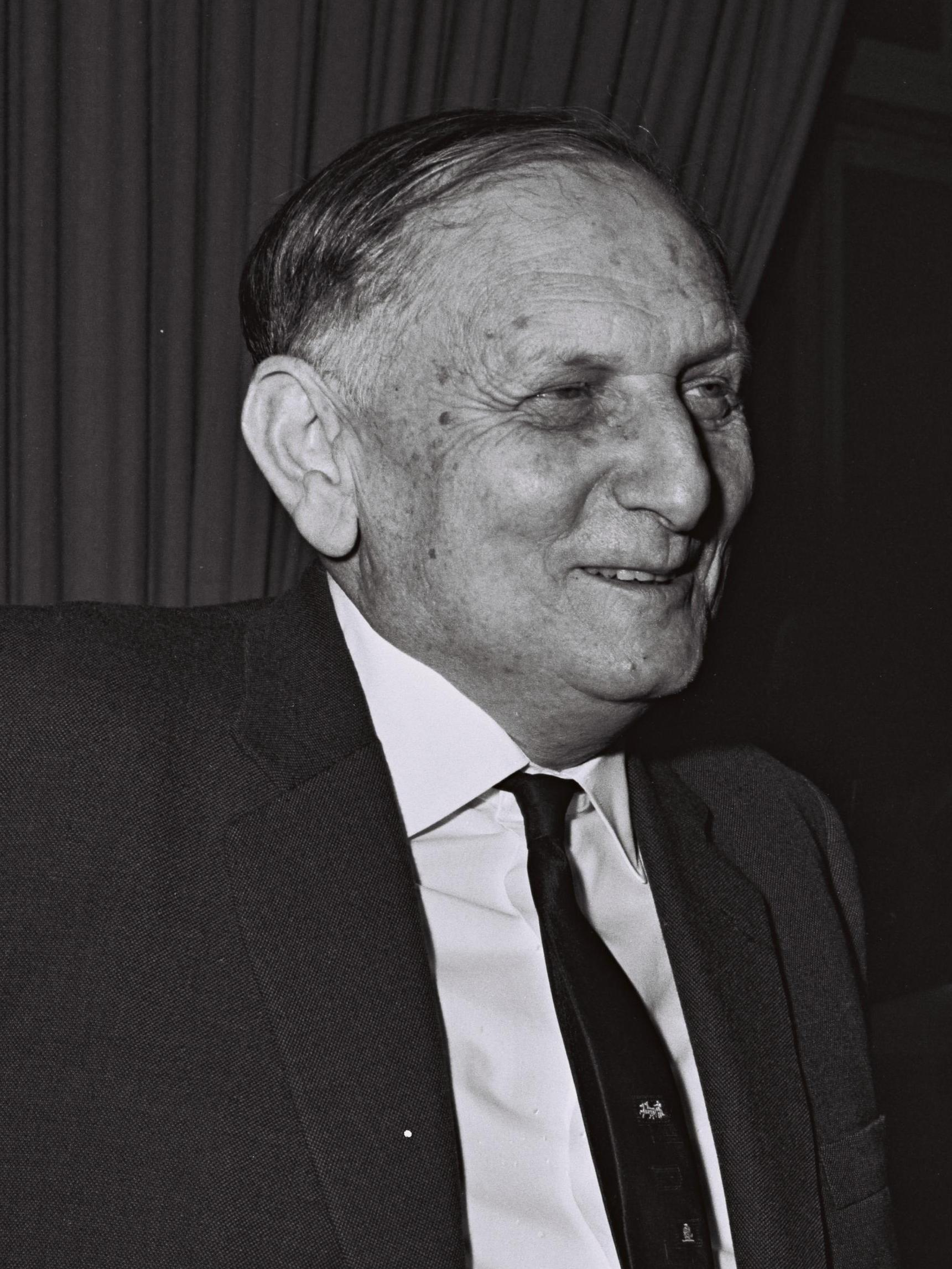
D. Horowic

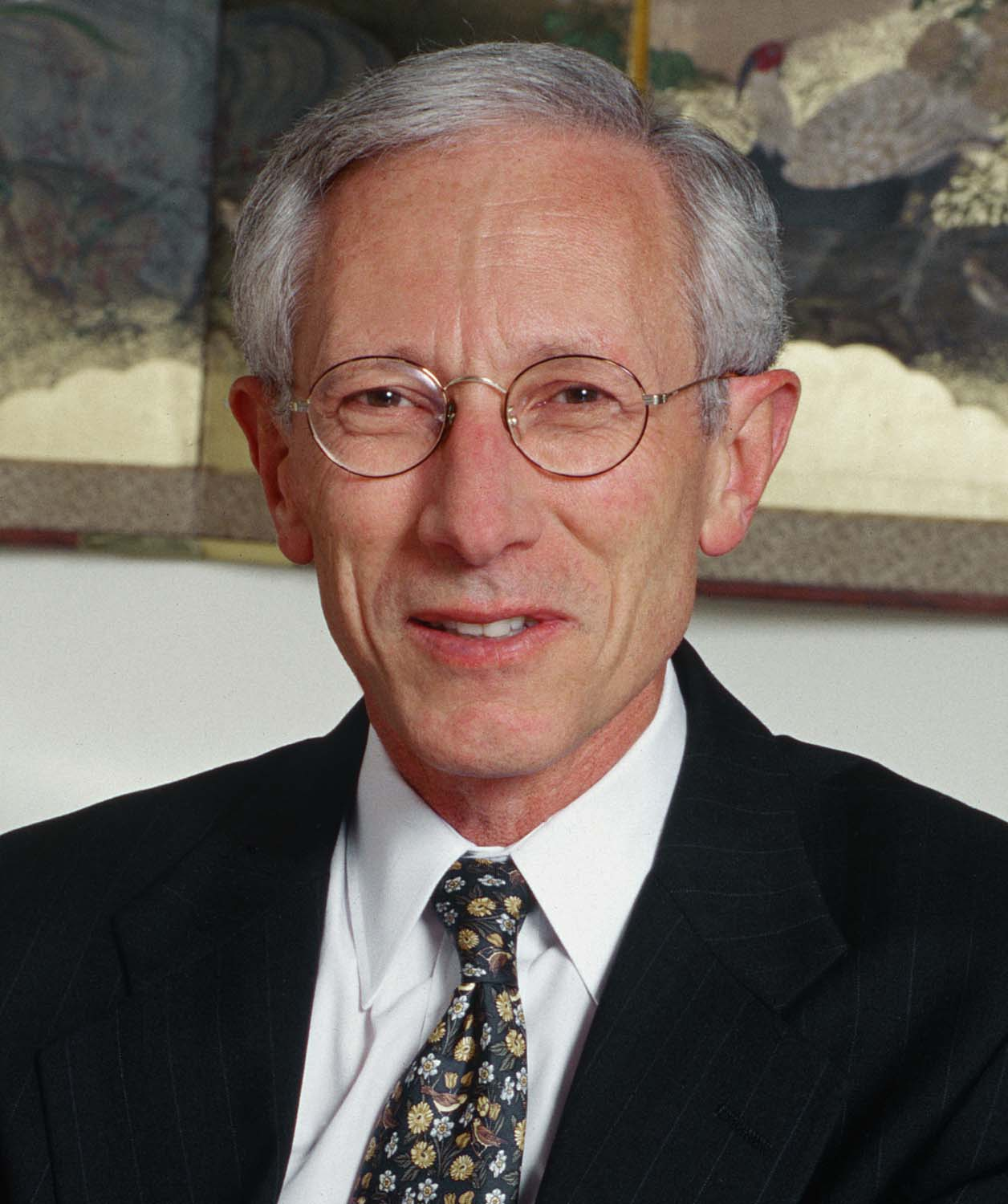
S. Fischer

- 1954–1971: Dawid Horowic[7]
- 1971–1976: Mosze Sanbar[7]
- 1976–1981: Arnon Gafni[7]
- 1982–1986: Mosze Mandelbaum[7]
- 1986–1991: Micha’el Bruno[7]
- 1991–2000: Ja’akow Frenkel[7]
- 2000–2005: Dawid Klein[7]
- 2005–2013: Stanley Fischer[7]
- 2013–2018: Karnit Flug[8], pierwsza kobieta na tym stanowisku[7][9].
- od 2018: Amir Jaron[2]